# Cleyera yangchunensis
Cleyera yangchunensis är en tvåhjärtbladig växtart som beskrevs av L. K. Ling. Cleyera yangchunensis ingår i släktet Cleyera, och familjen Pentaphylacaceae. Inga underarter finns listade i Catalogue of Life.